# Судо Акіко
Судо Акіко (яп. 須藤 安紀子; нар. 7 квітня 1984) — японська футболістка. Вона грала за збірну Японії.

## Клубна кар'єра
У 2000 році дебютувала в «Ніппон ТВ Белеза». Наприкінці сезону 2013 року вона завершила ігрову кар'єру.

## Виступи за збірну
Дебютувала у збірній Японії 12 січня 2003 року в поєдинку проти США. У складі японської збірної учасниця жіночого чемпіонату світу 2003 року. З 2003 по 2010 рік зіграла 15 матчів та відзначилася 3-а голами в національній збірній.

## Статистика виступів
| Збірна Японії | Збірна Японії | Збірна Японії |
| Рік           | Матчі         | Голи          |
| ------------- | ------------- | ------------- |
| 2003          | 2             | 0             |
| 2004          | 0             | 0             |
| 2005          | 5             | 1             |
| 2006          | 1             | 1             |
| 2007          | 0             | 0             |
| 2008          | 0             | 0             |
| 2009          | 0             | 0             |
| 2010          | 7             | 1             |
| Загалом       | 15            | 3             |